# اویگن فرایهر فون لوتزبک
اویگن فرایهر فون لوتزبک (آلمانی: Eugen Freiherr von Lotzbeck; ۲۴ فوریهٔ ۱۸۸۲ – ۲۲ مهٔ ۱۹۴۲) سوارکار اهل آلمان بود.